# Bossa reutilitzable

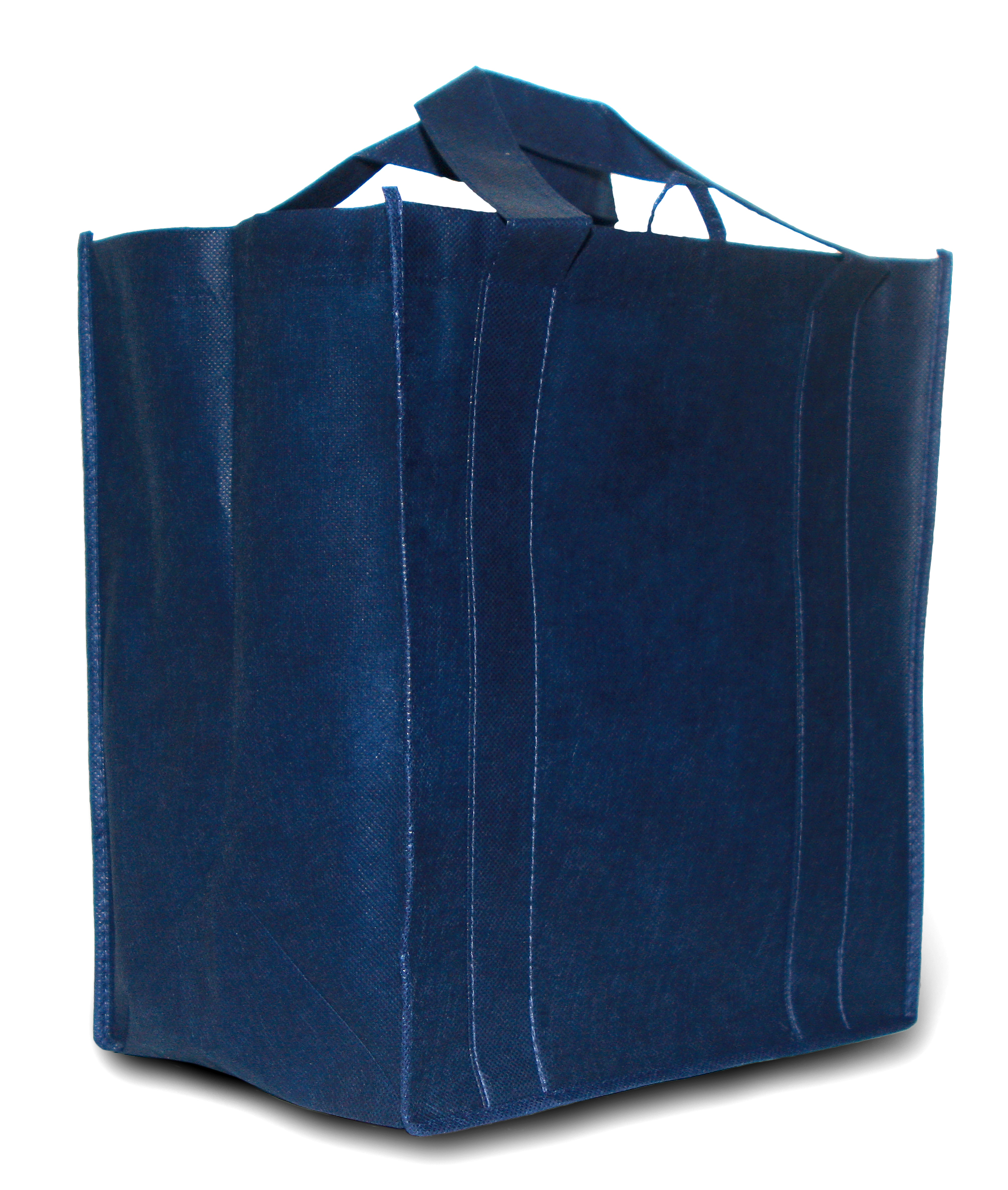
Una bossa de compres blava reutilitzable

Una bossa de compres reutilitzable, o bossa de llarga vida, és un tipus de bossa de compres que es pot reutilitzar moltes vegades, a diferència de les bosses de compres de plàstic o les bosses de paper d'un sol ús . Sovint es tracta d'una bossa de mà feta amb teixits com tela, fibres naturals com el jute, fibres sintètiques teixides o un plàstic gruixut que és més durador que les bosses de plàstic d'un sol ús, que permet un ús múltiple. Altres compradors poden utilitzar una bossa de cordill o una bossa de carro amb rodes. Sovint es venen als supermercats i botigues de roba.
Les bosses reutilitzables requereixen més energia per produir que les bosses de compres de plàstic habituals. Una bossa reutilitzable requereix la mateixa quantitat d'energia que s'estima que 28 bosses de plàstic tradicionals o vuit bosses de paper. Un estudi encarregat per l'Agència de Medi Ambient del Regne Unit l'any 2005 va trobar que la bossa mitjana de cotó només s'utilitza 51 vegades abans de ser llençada. En alguns casos, les bosses reutilitzables s'han de fer servir més de 100 vegades perquè siguin millors per al medi ambient que les bosses de plàstic d'un sol ús.

## Història

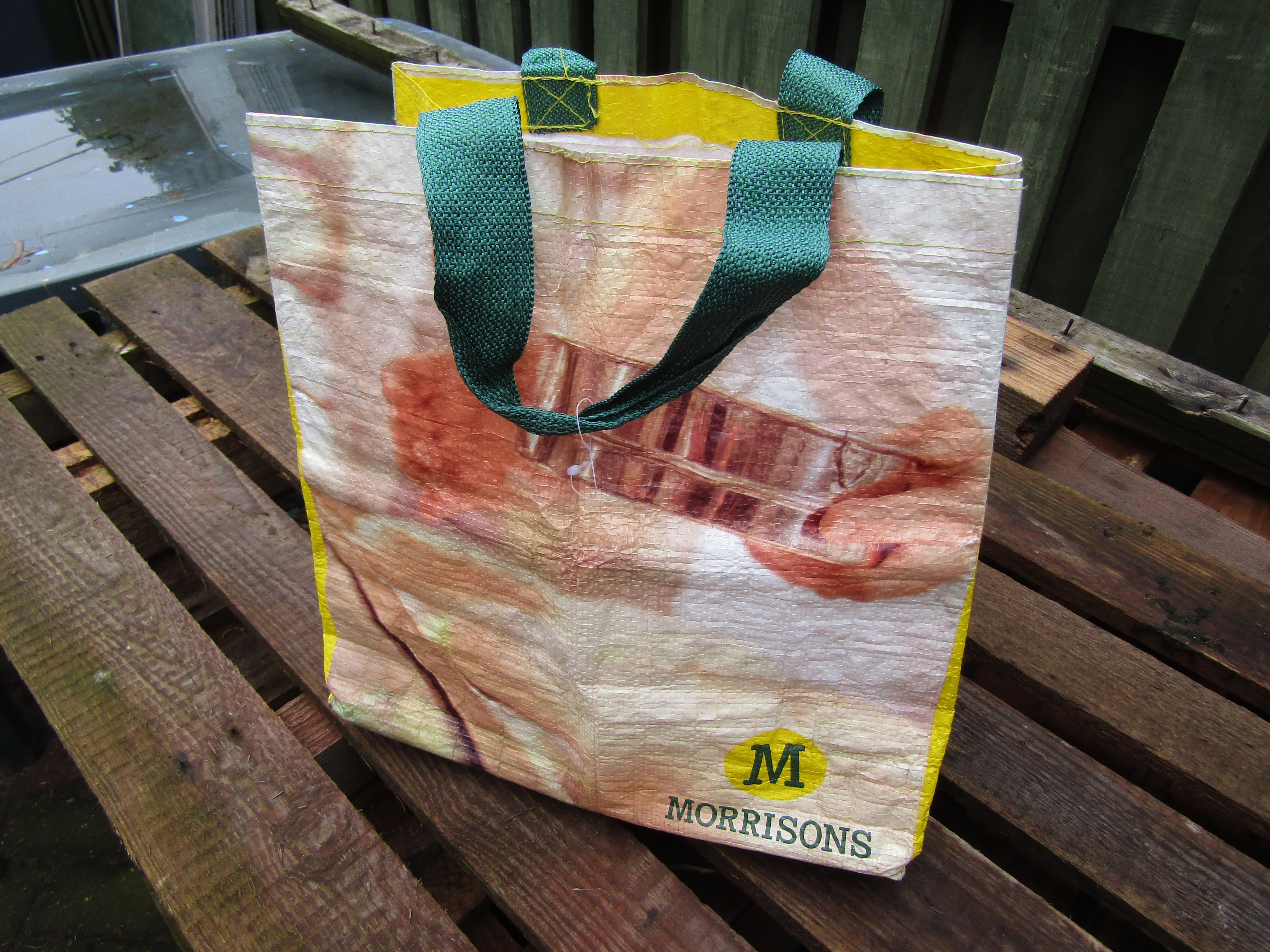
Exemple típic de bossa de compres reutilitzable

Introduïdes per primera vegada als Estats Units l'any 1977, les bosses de plàstic per envasar queviures a les botigues van florir als anys 80 i 90, substituint les bosses de paper. A la dècada de 1990, els governs d'alguns països van començar a imposar impostos a la distribució de bosses de plàstic d'un sol ús o a regular-ne l'ús. Alguns supermercats han animat els compradors a deixar d'utilitzar bosses de plàstic d'un sol ús, per exemple oferint bosses de compres reutilitzables de baix cost o proporcionant informació sobre el dany ambiental de les bosses de plàstic. La forma física de les bosses de compres reutilitzables sovint és diferent de la típica abans de la prevalença de les bosses de plàstic. La indústria de la roba promou les bosses de compres reutilitzables com a moda sostenible .
Molts supermercats fomenten l'ús de bosses de compres reutilitzables per augmentar les vendes i els marges de benefici. La majoria de les bosses no teixides costen entre 0,10 i 0,25 dòlars per produir, però es venen entre 0,99 i 3,00 dòlars. A mesura que les botigues reben rendiments decreixents a causa dels mercats saturats, hi ha preocupacions que els preus baixin i es convertiran en la nova bossa d'un sol ús. Algunes grans cadenes de supermercats tenen bosses de cordill disponibles a la venda. Es venen amb anunci de problemes mediambientals en molts casos. Els que es venen als supermercats solen tenir dissenys relacionats amb la natura, com ara estampats d'arbres o de la terra, per posar èmfasi en temes mediambientals. Una empresa emergent de Duluth, Minnesota, broda les seves bosses amb el seu pont ascensor aeri local. Alguns supermercats tenen programes de recompenses per als clients que porten les seves pròpies bosses de compres. Quan els clients recullen un nombre determinat de punts, normalment poden obtenir cupons de descompte o regals, que motiven els clients a reduir l'ús de bosses de plàstic. Alguns minoristes com Whole Foods Market i Target ofereixen un descompte en efectiu per portar bosses reutilitzables.
Des de 1999, 6.250 milions de bosses reutilitzables s'han importat als Estats Units per a la seva revenda i obsequi sota el codi d'aranzels harmonitzat (HTC) 4202923031, segons informa la Comissió de Comerç Internacional dels Estats Units.
La majoria dels clients de les botigues de queviures dels Estats Units no porten les seves pròpies bosses, i moltes bosses reutilitzables no les fan servir, segons un article de 2008 al Wall Street Journal.
El 2009, Walmart Stores va proposar convertir tres botigues de Califòrnia en botigues només de bosses reutilitzables. Al mateix temps, Walmart estava preparat per introduir una bossa reutilitzable de 0,15 dòlars. El 23 d'octubre de 2009, Walmart va abandonar els plans per eliminar les bosses de transport i va introduir les noves bosses de menor cost.

## Seguretat alimentària

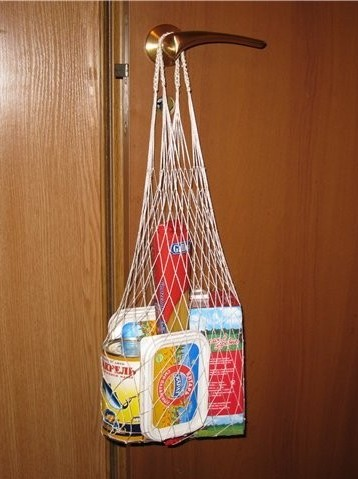
Bossa de cordill amb articles de compres

La majoria dels compradors de bosses reutilitzables no renten les bosses un cop tornen a casa, i les bosses poden provocar una intoxicació alimentària, segons el doctor Richard Summerbell, director d'investigació de Sporometrics amb seu a Toronto i antic cap de micologia mèdica del Ministeri de Salut d'Ontario.. A causa de la seva exposició repetida a carns i verdures crues, hi ha un major risc de patir malalties transmeses pels aliments. Un estudi de bosses de 2008, patrocinat pel Consell d'Indústria Mediambiental i de Plàstics del Canadà, va trobar que els nivells de floridura i bacteris en una bossa reutilitzable eren un 300% més grans que els nivells que es considerarien segurs a l'aigua potable. L'estudi no diferencia entre bosses sense cànem i bosses de cànem, que tenen propietats antimíldiu i antimicrobianes naturals.
Un estudi conjunt de la Universitat d'Arizona i la Universitat de Limo Loma de 2010 (patrocinat pel American Chemistry Council, un grup comercial que defensa en nom dels fabricants de bosses de plàstic d'un sol ús) van trobar que "Les bosses de queviures reutilitzables poden ser un caldo de cultiu per a bacteris perillosos transmesos per aliments i poses un greu risc per a la salut pública”. L'estudi va trobar que el 97% dels usuaris no les rentaven i que més del 50% de les 84 bosses contenien coliformes (un bacteri que es troba a la matèria fecal), mentre que E. coli es va trobar en un 12% de les bosses. L'estudi va fer les recomanacions següents:
1. Els estats haurien de considerar exigir instruccions impreses a les bosses reutilitzables que indiquin que s'han de netejar o posar en llexiu entre usos.
2. Els governs estatals i locals haurien d'invertir en una campanya d'educació pública per alertar la població sobre el risc i la prevenció.
3. Quan utilitzin bosses reutilitzables, els consumidors han de tenir cura de separar els aliments crus d'altres productes alimentaris.
4. Els consumidors no haurien d'utilitzar bosses d'aliments reutilitzables per a altres finalitats, com ara portar llibres o roba de gimnàstica.
5. Els consumidors no haurien d'emmagatzemar carn ni productes derivats als maleters dels seus cotxes perquè la temperatura alta afavoreix el creixement de bacteris, que poden contaminar les bosses reutilitzables.

L'estudi va demostrar, a més a més, que el rentat a mà o a màquina, fins i tot sense la presència de lleixiu, era eficaç per reduir els coliformes i altres bacteris de les bosses a nivells per sota de la detecció.

## Seguretat del producte
El setembre de 2010, "Wegmans Food Markets Inc., propietari d'una cadena de supermercats de la Costa Est, va anunciar que substituiria les bosses de compres reutilitzables després que un grup de consumidors trobés que els sacs tenien alts nivells de plom". Bloomberg News també va afirmar que els alts nivells estaven relacionats amb dos dissenys específics, amb un total de més de 725.000 bosses.

## Tipus de teixit
| Tipus                         | Biodegradable | Antimicrobià | Aïllant (Bossa tèrmica) |
| ----------------------------- | ------------- | ------------ | ----------------------- |
| Jute                          | Sí            | No           | No                      |
| Cànem                         | Sí            | Sí           | No                      |
| Tèxtils sintètics             | No            | Sí           | No                      |
| Teixit no teixit, Tyvek, etc. | No            | Sí           | No                      |

## Avaluacions
Hi ha diversos mètodes disponibles per determinar objectivament si les bosses de compres reutilitzables (incloses les nanses) són realment reutilitzables. Hi ha un protocol publicat per als laboratoris de proves que inclou una càrrega de prova de 10 kg està sotmesa a una sèrie de proves de laboratori estàtiques i dinàmiques.
Altres avaluadors han utilitzat "proves de caminada" de persones que porten bosses amb 10 kg de càrregues mixtes per a una distància de 50 metres. Es realitzen moltes repeticions del cicle de caminada per a cada bossa; S'inclou neteja periòdica a la rentadora.